# Blatticola barryi
Blatticola barryi är en rundmaskart som beskrevs av Sandra Zervos 1987. Blatticola barryi ingår i släktet Blatticola och familjen Thelastomatidae. Inga underarter finns listade i Catalogue of Life.